# Дванадцять апостолів (броненосець)
Дванадцять апостолів — російський барбетний броненосець Чорноморського флоту Російської імперії. Закладений у 1888 році, спущений на воду у 1890 році. Названий на честь дванадцяти апостолів — безпосередніх учнів Ісуса Христа.

## Історія
У лютому 1888 року у Миколаєві відбулася закладка барбетного корабля нового типу. Проєктне завдання передбачало невеликий, дешевий, але водночас сильний броненосець — вимоги, які часто висувалися, але рідко можна виконати. «Дванадцять апостолів» виявився дуже вдалим наближенням до вирішення такого непростого завдання. Звичайно, при проєктній водотоннажності трохи понад 8000 т не могло йтися й мови про повне бронювання борту; але цитадель вийшла досить протяжною і добре захищеною.
Довелося відмовитись і від високого борту — на шкоду мореплавству та можливості вести вогонь у погану погоду. Постраждала і середня артилерія: залишилося лише чотири 6-дюймові гармати; зате вони мали броньовий захист. Корабель отримав значне навантаження під час будівництва, але навіть при цьому він розглядався фахівцями як більш вдалий, ніж балтійські «тарани» «Олександр II» та «Микола I».
Керівництво будівництвом корабля було покладено на Головнокомандувача флоту та портів Чорного моря віце-адмірала А. А. Пещурова.
Введений в дію в 1892 році, «Дванадцять апостолів» скромно прослужив свої дев'ятнадцять років, не взявши участі в жодному бойовому поході. Єдина бойова операція, в якій брав участь броненосець — безуспішна спроба упокорення повсталого броненосця «Князь Потьомкін Таврійський» у червні 1905 року, що увійшла в історію як «німий бій».
У квітні 1911 року виведений з бойового складу флоту, роззброєний і в 1912 році переобладнаний на «Блокшив № 8».
З весни 1918 перебував на зберіганні в Севастопольському порту, в 1926 розібраний на метал. За деякими відомостями, корпус броненосця зберігався до початку тридцятих років.

## Командири
- П. Ф. Шаблін 1890-?
- Є. П. Федосьєв 1894—1897.
- М. Ф. Лощинський 1897—1900.
- М. Н. Коландс 1903—1904
- Д. І. Петров 1906.
- П. І. Новицький 1907—1908.
- В. К. Дітеріхс 1909—1911.
- Є. П. Єлісєєв 1911.
- А. П. Гезехус 1911 року.